# Ludwig Godenschweg
Ludwig Godenschweg, né le 9 novembre 1889 à Berlin (Empire allemand) et mort le 2 décembre 1942 à Dresde (Allemagne), est un sculpteur allemand.

## Biographie

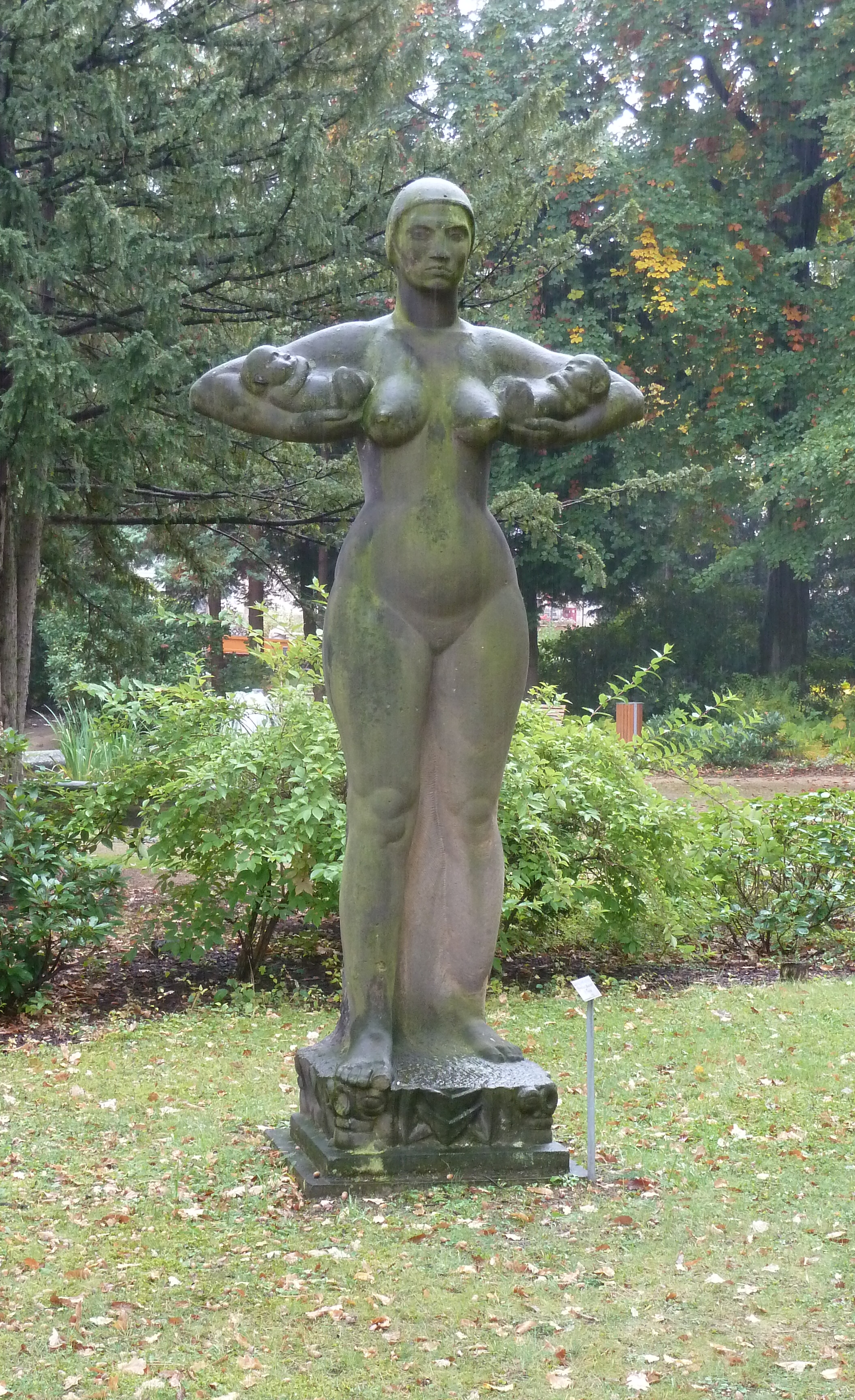
Ludwig Godenschweg, Mutter mit Kindern, grès, vers 1920, hôpital universitaire Carl Gustav Carus, à Dresde.

Après une formation de tailleur de pierre, Ludwig Godenschweg étudie la sculpture à l'académie auprès de Robert Diez puis effectue son service militaire. À son retour, il est l'élève de Karl Albiker à l'École supérieure des beaux-arts de Dresde.
En 1920, Ludwig Godenschweg et Eugen Hoffmann rejoignent la Sécession dresdoise (connue également sous le nom de Groupe de 1919).
Ludwig Godenschweg, qui est membre du Deutscher Künstlerbund (La Ligue des artistes allemands), vit dans le district dresdois de Pappritz.
En 1929, il participe à la 25e exposition annuelle du Deutscher Künstlerbund à la Staatenhaus am Rheinpark (de) à Cologne en présentant sa sculpture en grès Femme à l'enfant.